# Форст (Берн)
Форст (нем. Forst BE) — населённый пункт в Швейцарии, в кантоне Берн.
Входит в состав округа Тун. До 2006 года имел статус коммуны, с 1 января 2007 года входит в составе коммуны Форст-Ленгенбюль. 
Население составляет 374 человека (на 31 декабря 2005 года). Официальный код — 926.

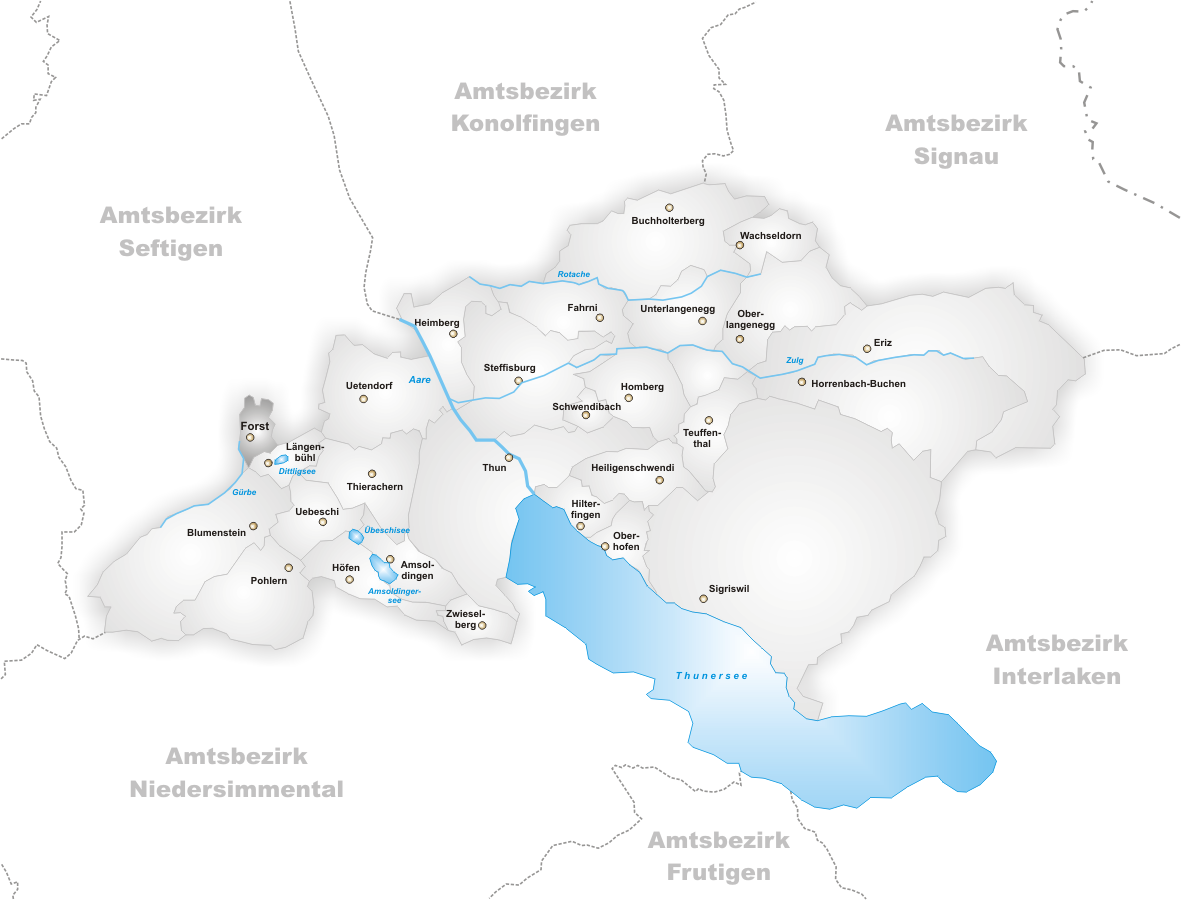
Форст